# منطقة إيجة

خريطة منطقة إيجة.

منطقة إيجة (بالتركية: Ege Bölgesi)‏ هي إحدى مناطق تركيا السبعة، تقع في الجزء الغربي من البلاد ويحدها بحر إيجة غرباً ومنطقة مرمرة شمالاً و منطقة البحر الأبيض المتوسط في الجنوب والجنوب الغربي ومنطقة وسط الأناضول في الشمال ويبلغ عدد سكانها حوالي 9,594,019 نسمة.

## المحافظات

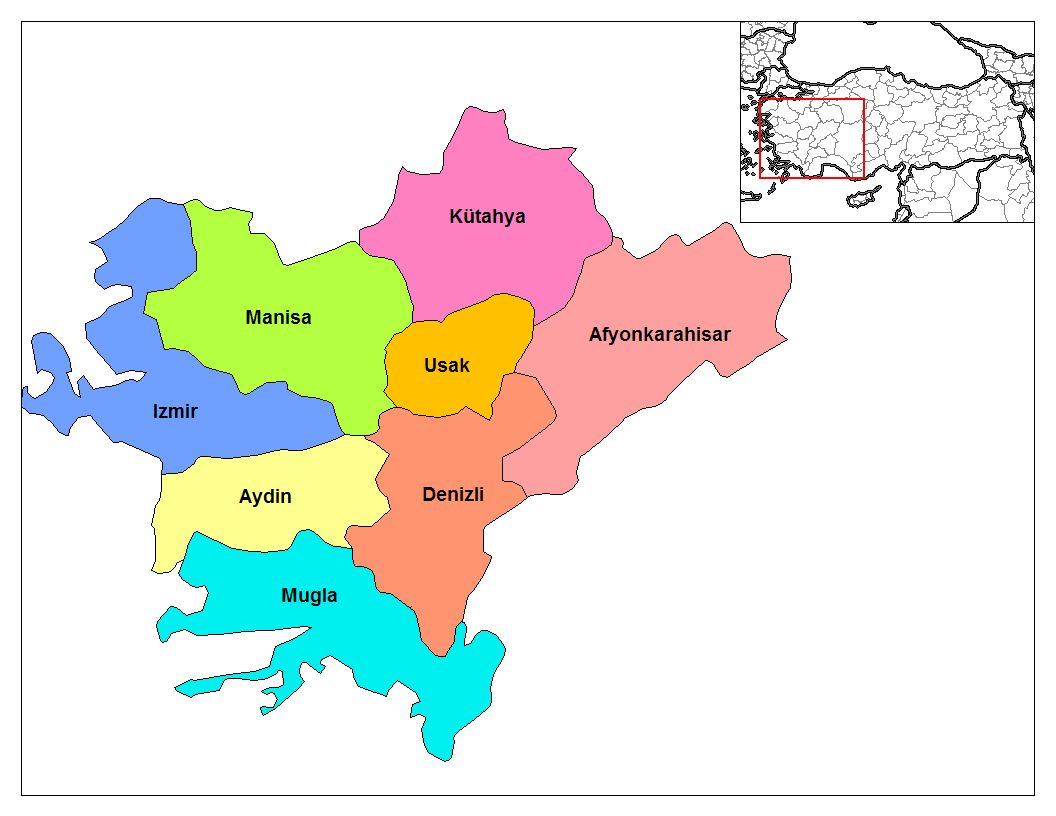
محافظات منطقة إيجة.

- أفيون.
- أيدين.
- دينيزلي.
- إزمير.
- مانيسا.
- كوتاهية.
- موغلا.
- أوشاك.

## المناخ
مناخ المناطق الساحلية من منطقة إيجة هو مناخ البحر المتوسط مع صيف حار وجاف وشتاء معتدل بارد ورطب أما المناخ في المناطق الداخلية فهو المناخ القاري شبه الجاف مع صيف حار جاف وبارد وشتاء ثلجي.